# ألبين غاشي
ألبين غاشي (بالألمانية: Albin Gashi) هو لاعب كرة قدم نمساوي في مركز الوسط، ولد في 25 يناير 1997 في النمسا. لعب مع رابيد فيينا.

## وصلات خارجية
- ألبين غاشي على موقع قاعدة بيانات كرة القدم.إي يو (الإنجليزية)
- ألبين غاشي على موقع Soccerway.com (الإنجليزية)
- ألبين غاشي على موقع عالم كرة القدم.نت (الإنجليزية)
- ألبين غاشي على موقع AS.com (الإسبانية)